# ZC3H13
ZC3H13‏ (Zinc finger CCCH-type containing 13) هوَ بروتين يُشَفر بواسطة جين ZC3H13 في الإنسان.